# Dániel Lajos
Dániel Lajos (Budapest, 1902. november 7. – Budapest, 1978. január 11.) kertész.

## Életrajza
Középiskoláit is Budapesten végezte, majd 1922-1926 között a Kertészeti Tanintézetben szerzett felsőfokú kertészeti végzettséget. Először az iskolakertek rendezésével foglalkozott, majd a budapesti tudományegyetem növénykertjében a vízi növények kultúrájának vezetője volt.
1931-től Somogy vármegyében irányította a gyümölcstermesztést, később a Gyáriparosok Országos Egyesülete alkalmazottja volt, valamint ezzel egy időben a kaposvári téli gazdasági iskolán tanított kertészetet. 1943-1946 között a kaposvári kertészeti felügyelőség vezetője, 1946-tól a nyíregyházi kertészeti középiskola szaktanára lett, és megkezdte tudományos kutatómunkáját a nyírségi almáskertekben.
1947-től az Újfehértói Kísérleti Telep vezetője volt. 1963. február 1-jén vonult nyugalomba.

## Munkássága
Fő kutatási területe az almametszés és -nemesítés, a fajtaszelekció, az alanykísérletek és a tápanyag-visszapótlás volt. Munkásságából kiemelkedik a szabolcsi télialma-termesztéssel kapcsolatos problémák tervszerű kísérleti feldolgozásának megkezdése. Nemesítési eredménye az Éva nyárialma fajta.